# Phân lớp Cẩm chướng
Phân lớp Cẩm chướng (danh pháp khoa học: Caryophyllidae) là một danh pháp thực vật ở cấp phân lớp. Cho đến nay vẫn không có sự đồng thuận hoàn toàn về việc các bộ nào có thể được coi là thuộc về phân lớp này, ngoại trừ duy nhất là nó phải luôn luôn chứa bộ Cẩm chướng (Caryophyllales). Lưu ý rằng đây chỉ là khó khăn về vấn đề đặt tên gọi: Các đơn vị thực vật khác nhau ở cấp nhỏ hơn được gọi bằng tên nào mà có rất ít tranh cãi về việc các loài, họ, bộ đang xem xét có quan hệ họ hàng như thế nào.
Một hệ thống được biết đến nhiều có sử dụng tên gọi này là hệ thống Cronquist và trong phiên bản gốc của hệ thống này năm 1981 thì định nghĩa của phân lớp này là:
- Phân lớp Caryophyllidae
Bộ Caryophyllales- bộ Cẩm chướng
Bộ Polygonales- bộ Rau răm
Bộ Plumbaginales- bộ Bạch hoa đan

Trong hệ thống APG II năm 2003, các loài thực vật trong phân lớp này được xếp vào trong bộ Caryophyllales mở rộng.